# Daniel Vickerman
Daniel Joseph Vickerman (Città del Capo, 4 giugno 1979 – Sydney, 18 febbraio 2017) è stato un rugbista a 15 australiano di origine sudafricana, di ruolo seconda linea; prese parte a tre edizioni della Coppa del Mondo dal 2003 al 2011 collezionando un secondo e un terzo posto finale.

## Biografia
Nato a Città del Capo, in Sudafrica, Vickerman fu selezionato nel 1999 per i giovani Springbok Under-19; trasferitosi in Australia per compiere gli studi a Sydney, giocò per la locale squadra universitaria di rugby e, nel 2001, fu ingaggiato da professionista per la franchise di Super 12 dei Brumbies.
Idoneo per la Federazione australiana, scelse di scendere in campo per gli Wallabies, nei quali esordì nel 2002 contro la Francia; dopo il Super 12 2003, conclusosi con la vittoria dei Brumbies, Vickerman firmò un contratto con i Waratahs, franchise di Sydney.
Nell'ottobre di quello stesso anno fece parte dei convocati alla Coppa del Mondo di rugby 2003, tenutasi proprio in Australia e nella quale la Nazionale di casa giunse fino alla finale, poi persa contro l'Inghilterra.
Nel 2006 dovette sottoporsi a un intervento chirurgico a causa di un infortunio alla spalla, e l'anno successivo fu di nuovo disponibile sia per i Waratahs che per la Nazionale, per la quale prese parte alla Coppa del Mondo di rugby 2007 in Francia.
Nel 2008 decise di interrompere la sua carriera internazionale per trasferirsi in Europa, avendo guadagnato l'ammissione alla scuola d'economia dell'Università di Cambridge, della cui squadra di rugby entrò a far parte.
Grazie al suo status di giocatore internazionale, si guadagnò anche la convocazione per l'edizione 2009 del consueto Varsity Match, l'incontro annuale di rugby che si disputa a dicembre a Twickenham tra le università di Cambridge e Oxford, ricevendo anche i gradi di capitano.
All'epoca di tale match, comunque, Vickerman, oltre a militare da dilettante nella squadra universitaria, aveva già un contratto da professionista con il Northampton della durata di un anno.
Stante la carenza di valide alternative nel ruolo di seconda linea negli Wallabies, a Vickerman è stato proposto di tornare, al termine del corso di studi a Cambridge, a giocare in patria all'Università di Sydney onde poter valutare un suo utilizzo in vista della Coppa del Mondo di rugby 2011.
Vickerman vanta anche due inviti nei Barbarians, il primo nel 2004, il secondo nel 2009.
Ritiratosi nel 2012 dopo aver faticato a ricuperare da un infortunio a una gamba, si impiegò nel ramo immobiliare.
Il 18 febbraio 2017, a 37 anni, si tolse la vita a Sydney lasciando moglie e due figli.
Le sue esequie si celebrarono il 28 febbraio successivo all'Università di Sydney; in precedenza aveva confidato ad ex compagni e in un'intervista delle sue difficoltà ad adattarsi alla vita routinaria dopo la celebrità sportiva.